# Dylan Levitt
Dylan James Christopher Levitt (ur. 17 listopada 2000 w Bodelwyddan) – walijski piłkarz występujący na pozycji pomocnika w Hibernian. Reprezentant Walii. Uczestnik Mistrzostw Europy 2020.

## Kariera klubowa
Levitt dołączył do akademii Manchesteru United w wieku 17 lat. W Manchesterze United zadebiutował 28 listopada 2019 roku w przegranym 2:1 meczu przeciwko FK Astana, rozgrywając całe spotkanie.

## Kariera reprezentacyjna
W reprezentacji Walii zadebiutował 3 września 2020 roku w wygranym 0:1 meczu przeciwko Finlandii, rozgrywając całe spotkanie.

## Statystyki
(aktualne na dzień 19 maja 2022)
| Klub                     | Sezon              | Liga                 | Liga  | Liga   | Puchar krajowy | Puchar krajowy | Puchar ligi | Puchar ligi | Europa | Europa | Inne  | Inne   | Suma  | Suma   |
| Klub                     | Sezon              | Liga                 | Mecze | Bramki | Mecze          | Bramki         | Mecze       | Bramki      | Mecze  | Bramki | Mecze | Bramki | Mecze | Bramki |
| ------------------------ | ------------------ | -------------------- | ----- | ------ | -------------- | -------------- | ----------- | ----------- | ------ | ------ | ----- | ------ | ----- | ------ |
| Manchester United        | 2019/20            | Premier League       | 0     | 0      | 0              | 0              | 0           | 0           | 1      | 0      | –     | –      | 1     | 0      |
| Charlton Athletic (wyp.) | 2020/21            | League One           | 3     | 0      | 1              | 0              | 1           | 0           | –      | –      | 0     | 0      | 5     | 0      |
| Istra 1961 (wyp.)        | 2020/21            | Prva HNL             | 7     | 0      | 2              | 0              | –           | –           | –      | –      | –     | –      | 9     | 0      |
| Dundee United F.C.       | 2021/2022          | Scottish Premiership | 25    | 5      | 3              | 1              | 1           | 0           | –      | –      | 0     | 0      | 29    | 6      |
| Ogólnie w karierze       | Ogólnie w karierze | Ogólnie w karierze   | 35    | 5      | 6              | 1              | 2           | 0           | 1      | 0      | 0     | 0      | 44    | 6      |